# Капля Вас (Преболд)
Капля Вас (словен. Kaplja vas) — поселення в общині Преболд, Савинський регіон, Словенія. Висота над рівнем моря: 275,4 м.